# Paul Baloff
Paul Baloff (25 de abril de 1960-2 de febrero de 2002) fue un cantante estadounidense, más conocido por ser vocalista de la banda de thrash metal Exodus. 
Baloff era amigo de Kirk Hammett (uno de los fundadores de Exodus), quien le invitó a unirse a su banda en 1983. Hammett tocó en la demo de 1982 y después dejó el grupo para unirse a Metallica. Tras grabar el álbum Bonded by Blood en 1985 y una demo de tres canciones, Baloff fue despedido del grupo debido a su abuso de sustancias.
Tras este suceso, Baloff se unió a diversas agrupaciones del área de San Francisco, como Hirax, Piranha y Heathen.
En 1997 Baloff fue invitado a reunirse con Exodus. No obstante, el cantante sufrió un accidente cerebrovascular en febrero de 2002 que lo dejó en coma y murió de insuficiencia cardíaca ese mismo mes en Oakland.

## Discografía
- 1982 Demo (1982)
- Bonded by Blood (1985)
- Lessons in Violence (Compilado) (1992)
- Another Lesson in Violence (Álbum en Directo) (1997)